# Клас складності EXPTIME
Експоненційний алгоритм, EXPTIME (від англ. Exponential Time — експоненційний час) — в теорії складності обчислень, клас задач, які розв'язні на машині Тюринга за час O(2p(n))), де p(n) — поліноміальна функція від n.

## 
Відомо, що
P {\displaystyle \subseteq } NP {\displaystyle \subseteq } PSPACE {\displaystyle \subseteq } EXPTIME {\displaystyle \subseteq } NEXPTIME {\displaystyle \subseteq } EXPSPACE
і також, за теоремою про ієрархію часу та теоремою про ієрархію місця, що
P {\displaystyle \subsetneq } EXPTIME and NP {\displaystyle \subsetneq } NEXPTIME and PSPACE {\displaystyle \subsetneq } EXPSPACE
Відомо, що якщо P = NP, то EXPTIME = NEXPTIME
До EXPTIME-повних задач належать задачі оцінки позиції в узагальнених шахах, шашках, Го.

## Визначення
Алгоритми з експоненційною складністю в термінах О-нотації формально означуються як:
{\displaystyle {\text{EXPTIME}}=\bigcup _{k=1}^{\infty }O\left(2^{n^{k}}\right)}